# Plagiolepis singularis
Plagiolepis singularis är en myrart som beskrevs av Mayr 1868. Plagiolepis singularis ingår i släktet Plagiolepis och familjen myror. Inga underarter finns listade i Catalogue of Life.